# Ville (Vorname)
Ville, selten auch Wille, ist ein finnischer männlicher Vorname.

## Herkunft
Der Name ist eine Kurzform zu Vilhelm.
Weitere finnische Kurzformen dieses Namens sind Vilho, Vili, Viljami.

## Verbreitung
Im Jahr 2009 trugen in Finnland 35.833 Personen diesen Namen, 420 in der Schreibweise Wille.

## Namensträger
- Ville Kähkönen (* 1984), finnischer Nordischer Kombinierer
- Ville Kantee (* 1978), finnischer Skispringer
- Ville Kaunisto (* 1982), finnischer Basketballspieler und Politiker
- Ville Kurki (1968–2022), finnischer Regattasegler
- Ville Larinto (* 1990), finnischer Skispringer
- Ville Leino (* 1983), finnischer Eishockeyspieler
- Ville Nieminen (* 1977), finnischer Eishockeyspieler
- Ville Niinistö (* 1976), finnischer Politiker
- Ville Nousiainen (* 1983), finnischer Skilangläufer
- Ville Peltonen (* 1973), finnischer Eishockeyspieler
- Ville Pessi (1902–1983), finnischer kommunistischer Politiker
- Ville Pörhölä (1897–1964), finnischer Leichtathlet
- Ville Räikkönen (* 1972), finnischer Biathlet
- Ville Ritola (1896–1982), finnischer Leichtathlet
- Ville Valo (* 1976), finnischer Rockmusiker
- Ville Virtanen (* 1961), finnischer Schauspieler